# Marcus Johansson (fotbollsspelare född 1993)
Lars Marcus Johansson, född 24 augusti 1993 i Halmstad, är en svensk fotbollsspelare som spelar för AC Farsta.

## Karriär
Johansson började spela fotboll i Haverdals IF, men gick som ungdomsspelare över till Halmstads BK. På en träning efter säsongen 2012 blev Johansson korsbandsskadad. Efter totalt tre operationer var han tillbaka för spel inför säsongen 2015. I juli 2015 lånades Johansson ut till Östers IF, på ett utlåningsavtal vilket gjorde att han var tillgänglig för spel i båda klubbarna.
Johansson debuterade i Allsvenskan den 17 augusti 2015 i en 2–0-förlust mot Helsingborgs IF, där han blev inbytt i den 87:e minuten mot Matthew Rusike. I december 2015 förlängde han sitt kontrakt i HBK med två år.
I mars 2018 värvades Johansson av Jönköpings Södra IF. Han lämnade klubben då hans kontrakt gick ut den 30 juni 2018. Den 16 juli 2018 värvades Johansson av danska Silkeborg IF, där han skrev på ett kontrakt året ut. I februari 2019 skrev Johansson på ett tvåårskontrakt med isländska ÍA Akranes.
I maj 2021 blev Johansson klar för spel i division 2-klubben IFK Stocksund. Säsongen 2024 spelade han en match för AC Farsta i division 6.

## Karriärstatistik
| Klubb              | Säsong             | Liga                      | Liga    | Liga | Nationell cup | Nationell cup | Övrigt  | Övrigt | Totalt  | Totalt |
| Klubb              | Säsong             | Division                  | Matcher | Mål  | Matcher       | Mål           | Matcher | Mål    | Matcher | Mål    |
| ------------------ | ------------------ | ------------------------- | ------- | ---- | ------------- | ------------- | ------- | ------ | ------- | ------ |
| Halmstads BK       | 2015               | Allsvenskan               | 3       | 0    | 1             | 0             | —       | —      | 4       | 0      |
| Halmstads BK       | 2016               | Superettan                | 17      | 1    | 4             | 0             | 1       | 0      | 22      | 1      |
| Halmstads BK       | 2017               | Allsvenskan               | 23      | 1    | 2             | 0             | —       | —      | 25      | 1      |
| Halmstads BK       | Totalt             | Totalt                    | 43      | 2    | 7             | 0             | 1       | 0      | 51      | 2      |
| Östers IF (lån)    | 2015               | Division 1 Södra          | 2       | 0    | 0             | 0             | —       | —      | 2       | 0      |
| Jönköpings Södra   | 2018               | Superettan                | 8       | 0    | 0             | 0             | —       | —      | 8       | 0      |
| Silkeborg IF       | 2018/2019          | 1. division               | 0       | 0    | 0             | 0             | —       | —      | 0       | 0      |
| ÍA Akranes         | 2019               | Úrvalsdeild               | 19      | 0    | 1             | 0             | —       | —      | 20      | 0      |
| ÍA Akranes         | 2020               | Úrvalsdeild               | 15      | 1    | 1             | 0             | —       | —      | 16      | 1      |
| ÍA Akranes         | Totalt             | Totalt                    | 34      | 1    | 2             | 0             | —       | —      | 36      | 1      |
| IFK Stocksund      | 2021               | Division 2 Norra Svealand | 14      | 3    | 0             | 0             | —       | —      | 14      | 3      |
| IFK Stocksund      | 2022               | Division 2 Norra Svealand | 5       | 0    | 0             | 0             | —       | —      | 5       | 0      |
| IFK Stocksund      | Totalt             | Totalt                    | 19      | 3    | 0             | 0             | —       | —      | 19      | 3      |
| AC Farsta          | 2024               | Division 6 Stockholm E    | 1       | 0    | —             | —             | —       | —      | 1       | 0      |
| Totalt i karriären | Totalt i karriären | Totalt i karriären        | 107     | 6    | 9             | 0             | 1       | 0      | 117     | 6      |

1. ↑  Uppflyttningskvalmatch mot Helsingborgs IF.[13]